# Pedicularis venusta
Pedicularis venusta là loài thực vật có hoa thuộc họ Cỏ chổi. Loài này được Schangin ex Bunge mô tả khoa học đầu tiên năm 1841.